# Kepler-745
Кеплер 745 — двойная звезда в созвездии Лиры. Она не входит в границы созвездия Лиры, но находится в пределах созвездия. Исходя из параллакса 0,834, можно рассчитать, что расстояние от Кеплера 745 до Земли составляет 3910,83 световых года или 1199,04 парсека.
Звезда имеет массу Солнца и в 1,04 раз больший радиус, относится к спектральному типу G2 и имеет близкую к Солнцу температуру поверхности и массу около 1,04 М☉. Возраст звезды оценивается в 4 миллиарда лет. Поскольку по своим характеристикам звезда близка к Солнцу, то вокруг нее существует обитаемая зона, планета, получавшая бы аналогичную Земле долю излучения звезды должна была бы вращаться на орбите радиусом 1,5 а.е. Границы обитаемой зоны составляют от 0,78 до 1,92 а.е.
Излучение звезды наблюдалось космическим телескопом Кеплер. Данные позволили обнаружить пульсацию излучения, характерную для двойной звезды, компоненты которой обращаются с периодом около 667 земных дней.
Затемнения излучения звезды, наблюдаемые с периодом чуть больше 9,9 земных дней позволяют говорить о наличии у звезды планеты, радиус планеты оценивается в 1,24 земных радиуса.
Экзопланеты
Вокруг этой звезды предположительно вращается 1 экзопланета, обнаруженная в 2016 году:
• Kepler-745 b
Планета вращается на орбите 0,09 а.е., близко к поверхности звезды. Температура на обращенной к звезде стороне планеты может достигать 3600 ℉. Высокая (99%) вероятность существования планеты была показана в 2016 году.